# Smittium simulii
Smittium simulii är en svampart som beskrevs av Lichtw. 1964. Smittium simulii ingår i släktet Smittium och familjen Legeriomycetaceae.   Inga underarter finns listade i Catalogue of Life.